# Oldřich Vojáček
Oldřich Vojáček (19. února 1941 – 18. března 2016) byl český fotbalový záložník. Po skončení aktivní kariéry působil jako trenér mládeže.

## Fotbalová kariéra
V československé lize hrál za Spartak Praha Sokolovo a Bohemians Praha. Gól nedal.

## Ligová bilance
| Ročník                                   | Zápasy | Góly | Minuty | Klub                   |
| ---------------------------------------- | ------ | ---- | ------ | ---------------------- |
| 1. československá fotbalová liga 1962/63 | 3      | 0    | 147    | Spartak Praha Sokolovo |
| 1. československá fotbalová liga 1964/65 | 8      | 0    | 720    | ČKD Praha              |
| 1. československá fotbalová liga 1966/67 | 2      | 0    | 135    | Bohemians Praha        |
| 1. československá fotbalová liga 1969/70 | 5      | 0    | 235    | Bohemians Praha        |
| CELKEM                                   | 18     | 0    | 1 237  |                        |